# Municipio de Anthony (condado de Lycoming)
El municipio de Anthony  (en inglés, Anthony Township) es un municipio del condado de Lycoming, Pensilvania, Estados Unidos. Tiene una población estimada, a mediados de 2022, de 857 habitantes.

## Geografía
Está ubicado en las coordenadas 41°17′24″N 77°10′12″O / 41.29000, -77.17000 (41.289945, -77.17004).

## Demografía
Según el censo de 2000, en ese momento los ingresos medios de los hogares eran de $44,583 y los ingresos medios de las familias eran de $47,431. Los hombres tenían ingresos medios por $32,875 frente a los $20,096 que percibían las mujeres. Los ingresos per cápita eran de $15,932. Alrededor del 7.2% de la población estaba por debajo de la línea de pobreza.
De acuerdo con la estimación 2017-2021 de la Oficina del Censo, los ingresos medios de los hogares son de $66,500 y los ingresos medios de las familias son de $47,431.

## Gobierno
El municipio está gobernado por una Junta de tres supervisores, que en 2023 son: Jonathan M. Ertel, Mark A. Tebbs y Kevin S. Spegga.